# Levkušje
Levkušje is een plaats in de gemeente Ozalj in de Kroatische provincie Karlovac. De plaats telt 198 inwoners (2001).